# Асеев, Григорий Сафронович
Григо́рий Сафро́нович Асе́ев (5 мая 1920 — 16 октября 1944) — советский лётчик торпедоносной авиации в Великой Отечественной войне, Герой Советского Союза (5.11.1944). Гвардии старший сержант (2.02.1944).

## Биография
Родился 5 мая 1920 года в селе Петропавловка Кривоозерной волости Кокчетавского уезда Омской губернии (ныне — село в Айыртауском районе Северо-Казахстанской области Казахстана) в семье крестьянина. 
В 1930 году с родителями переехал в Бурятию, в город Улан-Удэ. В 1939 году окончил железнодорожную среднюю школу № 65 и поступил в Иркутский политехнический институт. Однако учиться там не пришлось.
В октябре 1939 года был призван в Красную армию и направлен на Дальний Восток. В 1940 году окончил Объединённую школу младших авиаспециалистов ВВС Тихоокеанского флота, получил специальность воздушного стрелка. Служил воздушным стрелком-радистом в 4-м минно-торпедном авиационном полку ВВС Тихоокеанского флота. Член ВКП(б) с 1944 года.
В боях Великой Отечественной войны с января 1942 года — в качестве воздушного стрелка-радиста 5-го и с ноября 1942 — 24-го (с мая 1943 — 9-го гвардейского) минно-торпедного авиаполка ВВС Северного флота. Летал в экипажах старшего лейтенанта Казакова, лейтенанта Агафонова, а впоследствии как один из лучших стрелков-радистов — с командиром полка подполковником Сыромятниковым.
Воздушный стрелок-радист 9-го гвардейского минно-торпедного авиационного полка ВВС Северного флота (5-й минно-торпедной авиационной дивизии Военно-воздушных сил Северного флота) за годы войны принял участие в 81 боевом вылете, в 23 торпедных атаках, в потоплении 4 транспортов, 2 сторожевых кораблей, каботажного судна, 7 мотоботов противника, лично сбил вражеский истребитель. Особо отличился в ходе Петсамо-Киркенесской наступательной операции советских войск.
16 октября 1944 года на подходе к каравану вражеских судов в районе мыса Хибергнесет (Норвегия, норв. eller Kibergneset) самолёт-торпедоносец был подбит. Экипаж горящего самолёта в составе командира 9-го гвардейского минно-торпедного авиаполка гвардии подполковника Б. П. Сыромятникова, штурмана полка майора А. И. Скнарёва и стрелка-радиста старшего сержанта Г. С. Асеева сбросил торпеду и потопил транспорт врага, но сам погиб, до конца выполнив свой воинский долг.
Указом Президиума Верховного Совета СССР от 5 ноября 1944 года за мужество и героизм, проявленные в боях с немецко-фашистскими захватчиками, гвардии старшему сержанту Асееву Григорию Сафроновичу посмертно присвоено звание Героя Советского Союза.

## Награды
- Медаль «Золотая Звезда» (5 ноября 1944 года)[2]
- Орден Ленина (5 ноября 1944 года)
- Орден Красного Знамени (29 октября 1943 года)
- Орден Отечественной войны II степени (4 февраля 1943 года)
- Орден Красной Звезды (22 апреля 1943 года)

## Мемориальные места
- Бюст Г. С. Асеева, в числе 53-х лётчиков-североморцев, удостоенных звания Героя Советского Союза, установлен в пос. Сафоново на Аллее Героев около музея ВВС СФ.
- Именем Г. С. Асеева названа улица в городе Улан-Удэ и школа № 65, которую он окончил.
- На станции Карымская, где жили его родители и куда он приезжал в отпуск, одна из улиц названа в его честь.
- В Иркутском политехническом институте на мемориале погибшим в Великую Отечественную войну преподавателям и студентам выбито имя Г. С. Асеева.